# Буїн (Папуа Нова Гвінея)
Буї́н (англ. Buin) — містечко в Папуа Новій Гвінеї, є адміністративним центром району Південний Бугенвіль. Населення — 762 особи (2013; 763 особи 2012; 900 в 1990).

## Географія
Місто розташоване на південному заході острова Бугенвіль.

### Клімат
Містечко знаходиться у зоні, котра характеризується вологим тропічним кліматом. Найтепліший місяць — жовтень із середньою температурою 27.1 °C (80.8 °F). Найхолодніший місяць — червень, із середньою температурою 26 °С (78.8 °F).
| Клімат Буїна            | Клімат Буїна | Клімат Буїна | Клімат Буїна | Клімат Буїна | Клімат Буїна | Клімат Буїна | Клімат Буїна | Клімат Буїна | Клімат Буїна | Клімат Буїна | Клімат Буїна | Клімат Буїна | Клімат Буїна |
| Показник                | Січ.         | Лют.         | Бер.         | Квіт.        | Трав.        | Черв.        | Лип.         | Серп.        | Вер.         | Жовт.        | Лист.        | Груд.        | Рік          |
| Середній максимум, °C   | 31,1         | 30,9         | 30,5         | 30,6         | 29,5         | 30,3         | 29,9         | 30,3         | 31,2         | 31,9         | 32,1         | 31,5         | 30,8         |
| Середня температура, °C | 27           | 27           | 26,9         | 26,9         | 26,7         | 26           | 26,2         | 26,2         | 26,7         | 27,1         | 27           | 27           | 26,7         |
| Середній мінімум, °C    | 22,7         | 22,7         | 22,7         | 22,4         | 23,6         | 21,7         | 21,5         | 21,7         | 22,1         | 22,4         | 22,4         | 22,3         | 22,4         |
| Норма опадів, мм        | 341.2        | 305.3        | 342          | 346          | 304.8        | 298.3        | 442          | 328.3        | 344.3        | 321.4        | 266.6        | 278          | 3918.2       |
| Днів з опадами          | 22           | 21,5         | 22,7         | 20,9         | 21,2         | 18,8         | 22           | 20,2         | 19,3         | 20,4         | 18,9         | 19,9         | 247,8        |
| Вологість повітря, %    | 81.4         | 82.8         | 82.9         | 82.8         | 83           | 83.2         | 83.4         | 81.6         | 81.3         | 80.5         | 79.5         | 79.9         | 81.9         |
| ----------------------- | ------------ | ------------ | ------------ | ------------ | ------------ | ------------ | ------------ | ------------ | ------------ | ------------ | ------------ | ------------ | ------------ |
| Джерело: Weatherbase    |              |              |              |              |              |              |              |              |              |              |              |              |              |

## Економіка
Після Першої світової війни у місті німці відкрили родовище з видобутку золота. В 1942 році містечко було окуповане японцями, а в 1944 — звільнене австралійцями. Зараз містечко має початкову та вищу школи, професійний коледж, мотель, ресторан, ринок.

## Галерея

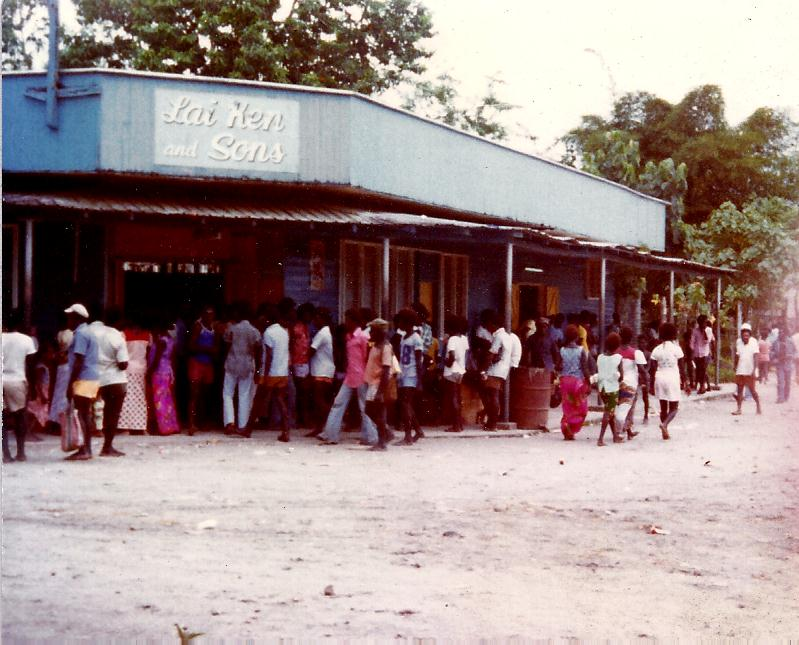
Торговий центр (1978)
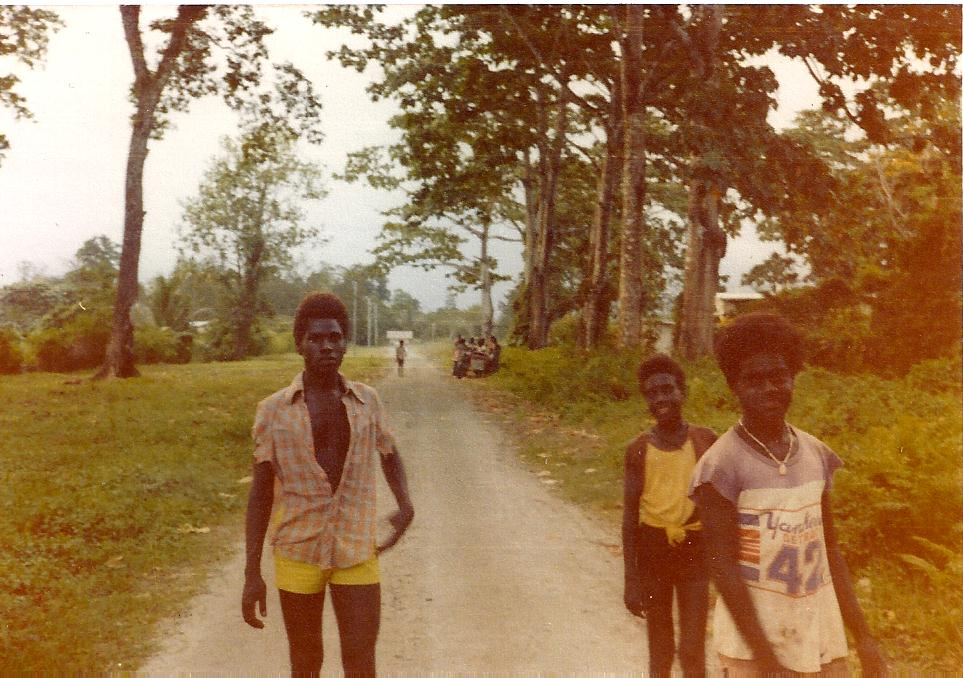
Студенти вищої школи (1978)